# Clairy-Saulchoix
Clairy-Saulchoix est une commune française située dans le département de la Somme, en région Hauts-de-France.

## Géographie

### Localisation
Clairy-Saulchoix est un village picard de l'Amiénois.
À vol d'oiseau, la localité est située à 8 km au sud d'Ailly-sur-Somme, 9 km au sud-ouest d'Amiens, 37 km au sud-est d'Abbeville et à 47 km au nord-est de Beauvais.
Le territoire de la commune est limitrophe de ceux de six communes.
Les communes limitrophes sont  Creuse, Guignemicourt, Pissy, Revelles, Saleux et Vers-sur-Selle.

### Géologie et relief
Au nord, le sol d'argile rouge est compact, peu perméable. Au sud, une mince couche cultivable repose sur un sol de marne grisâtre. En 1899, les puits communaux descendent chercher une eau calcaire à 110 mètres de profondeur. Une vallée sèche, allant de Clairy aux coteaux du sud du territoire, anime le plateau sur lequel repose le village.

### Hydrographie
La commune est située dans le bassin Artois-Picardie. Elle n'est drainée par aucun cours d'eau.

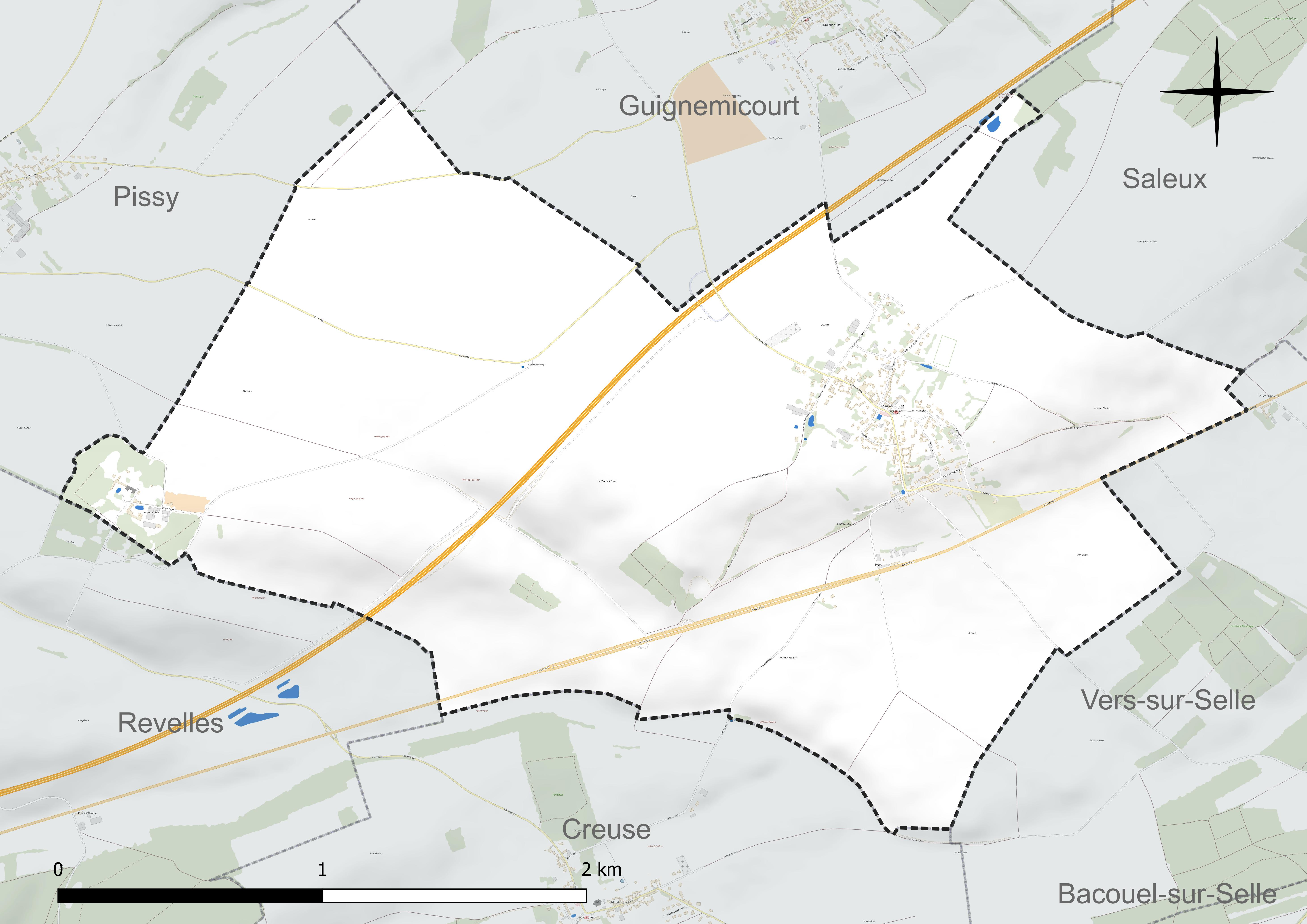
Réseau hydrographique de Clairy-Saulchoix.

### Climat
Pour des articles plus généraux, voir Climat des Hauts-de-France et Climat de la Somme.
En 2010, le climat de la commune est de type climat océanique dégradé des plaines du Centre et du Nord, selon une étude du CNRS s'appuyant sur une série de données couvrant la période 1971-2000. En 2020, Météo-France publie une typologie des climats de la France métropolitaine dans laquelle la commune est exposée à un climat océanique et est dans une zone de transition entre les régions climatiques « Nord-est du bassin Parisien » et « Côtes de la Manche orientale ».
Pour la période 1971-2000, la température annuelle moyenne est de 10,2 °C, avec une amplitude thermique annuelle de 14,1 °C. Le cumul annuel moyen de précipitations est de 726 mm, avec 11,5 jours de précipitations en janvier et 8,5 jours en juillet. Pour la période 1991-2020, la température moyenne annuelle observée sur la station météorologique la plus proche, située sur la commune de Glisy à 16 km à vol d'oiseau, est de 11,1 °C et le cumul annuel moyen de précipitations est de 646,6 mm,. Pour l'avenir, les paramètres climatiques de la commune estimés pour 2050 selon différents scénarios d'émission de gaz à effet de serre sont consultables sur un site dédié publié par Météo-France en novembre 2022.

## Urbanisme

### Typologie
Au 1er janvier 2024, Clairy-Saulchoix est catégorisée commune rurale à habitat dispersé, selon la nouvelle grille communale de densité à sept niveaux définie par l'Insee en 2022.
Elle est située hors unité urbaine. Par ailleurs la commune fait partie de l'aire d'attraction d'Amiens, dont elle est une commune de la couronne,. Cette aire, qui regroupe 369 communes, est catégorisée dans les aires de 200 000 à moins de 700 000 habitants,.

### Occupation des sols
L'occupation des sols de la commune, telle qu'elle ressort de la base de données européenne d'occupation biophysique des sols Corine Land Cover (CLC), est marquée par l'importance des territoires agricoles (95,2 % en 2018), une proportion identique à celle de 1990 (95,2 %). La répartition détaillée en 2018 est la suivante : 
terres arables (95,2 %), zones urbanisées (4,8 %). L'évolution de l'occupation des sols de la commune et de ses infrastructures peut être observée sur les différentes représentations cartographiques du territoire : la carte de Cassini (XVIIIe siècle), la carte d'état-major (1820-1866) et les cartes ou photos aériennes de l'IGN pour la période actuelle (1950 à aujourd'hui).

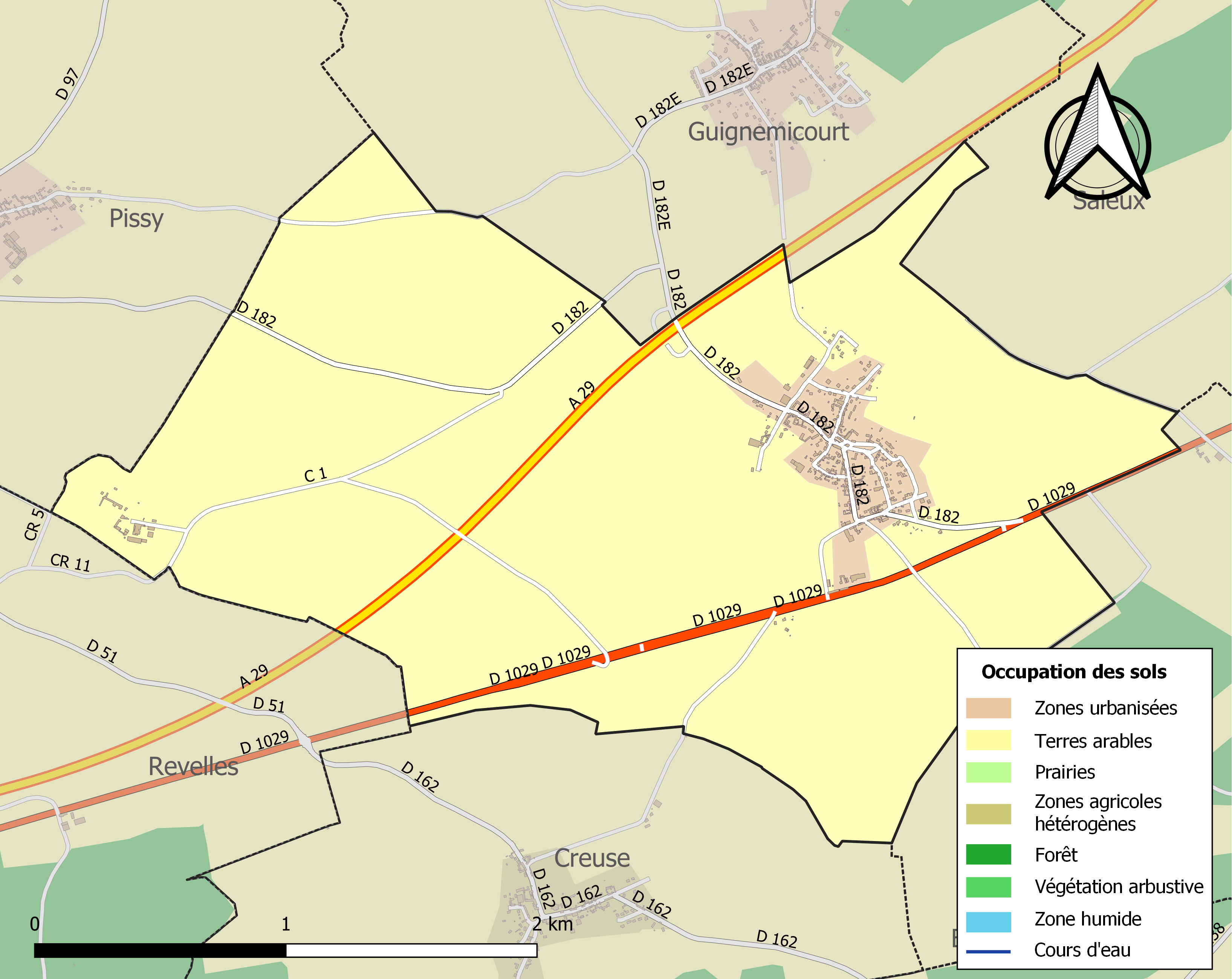
Carte des infrastructures et de l'occupation des sols de la commune en 2018 (CLC).

## Toponymie
Clairy est attesté sous les formes Clari (1152.), ; Cleriacum (1218.) ; Clary (1218.) ; Clarry (1300.) ; Cléry (1350.) ; Clairy (1567.) ; Clairi (1733.) ; Clairy et le Saulchoy (1750.) ; Clayri (1764.) ; Clairy-Saulchoy (1850.) ; Clairy-Saulchoix (1865.).

Fortium-Clairiacum, forme latinisée, porte vraisemblablement le sens de « forteresse élevée dans un lieu clair, une clairière ».
Le décret impérial du 20 février 1858 fixe définitivement le nom de Clairy-Saulchoix.

Saulchoix est une ancienne ferme dépendant de Clairy attesté sous les formes Salchoi (1168) ; Salcetum, Sauchium (1197) ; Saucheium (1197) ; Sauciacum (1218) ; Salcoi (1226-1227) ; Salceium (1242) ; Salcheium (1245) ; Salchem (1247) ; Salceyum (1248) ; Souchoi (1313) ; Le Saucoy (1351) ; Le Sauchoy (1372) ; Saulchoie (1431) ; Le Saulcoy (vers 1613) ; Chaussoy (1619) ; Saulchoix (1762) ; Saulsoy-sur-Authie (XVIIIe siècle).

Son nom évoque un lieu planté de saules. Le saule dans les noms propres de nombreux toponymes sont basés sur le nom du saule ou de la saussaie, comme Saulx ou Saulchoix en pays d'oïl, Le Sauze ou La Saulzaie en pays d'oc. Une saulaie est un endroit où poussent des saules, tout comme une saussaie, terme vieilli et régional.

## Histoire

### Préhistoire
Un tombeau avec des vases gallo-romains a été mis au jour dans l'ancien cimetière, entre Clairy et Saulchoix, ainsi qu'un monument druidique. L'archéologie aérienne a mis en évidence l'existence de trois enclos funéraires circulaires distants les uns des autres, dont un grand ainsi que des traces d'une importante villa occupée de la Tène au VIe siècle.

### Moyen Âge
Une butte élevée marquait  encore, à la fin du XIXe siècle, l'emplacement d'un château féodal, avec ses souterrains,.
L'emplacement du lieu au bord d'un plateau dominant la voie normale de passage d'Amiens vers Rouen le prédestinait à avoir un château fort assurant la surveillance de cette liaison. Sous sa protection vinrent s'agglomérer tout naturellement les habitants de Clairy.
Le premier seigneur de Clairy dont le souvenir soit parvenu jusqu'à nous se nomme Raoul de Fort-Clairy ; vivant au commencement du VIIe siècle, sa grande vertu lui avait attiré la considération de tous. Il fonda l'église Saint-Nicolas, toujours ainsi nommée, mais dont malheureusement il ne reste rien.
Au IXe siècle, les incursions des normands sont pour Clairy et ses environs un véritable désastre. Au Moyen Âge, la puissante maison des seigneurs de Picquigny possédait de nombreux biens à Clairy acquis auprès d'Evrard de Fouilloy, évêque d'Amiens sans doute afin de financer la construction de la cathédrale au début du XIIe siècle. Par ailleurs, Gérard de Picquigny, mort en 1198 avait donné plusieurs fermes de Clairy à l'abbaye du Gard. Au mois de juin 1377, le chapitre d'Amiens rachète une partie de Clairy à Enguerrand de Cröy.
Le village a possédé une maladrerie, la mare aux malades rappelle encore son existence en 1899.

### Temps modernes
Au XVe siècle, l'invasion de la Picardie par Charles le Téméraire, duc de Bourgogne, est une époque terrible : le sang coule à flots et la terreur est partout. Le 4 mars 1470, ses troupes  prennent Clairy, rançonnent le village et brûlent le château.
Lors de la huitième guerre de religion, le 25 février 1595, les Espagnols s'emparèrent du village d'où ils pouvaient surveiller l'espace au loin. Ils y font un long séjour qui ne cesse qu'au terme du siège d'Amiens (1597) en 1597 par Henri IV.
C'est à la fin du XVIe siècle, que la maison de Picquigny s'allie à la famille de Créquy. Le dernier seigneur de Clairy fut Charles de Créquy, Comte de Clairy, devenu veuf en 1615, cet ancien maître de camp d'un régiment d'infanterie, père de huit enfants, se retire au mois de juillet 1623 dans la congrégation des prêtres de l'Oratoire. Mêlé aux intrigues politiques de son temps, sa terre de Clairy fut ruinée et dégradée par ordre de la cour et le château abattu avec toutes ses dépendances. Ainsi disparaissait le manoir féodal de Clairy qui n'avait pas été sans gloire durant le Moyen Âge.
À la fin du XIXe siècle, le village possède encore un moulin à vent. Son château, à trois kilomètres de Saulchoy, compte treize habitants. Une carrière de craie assure les besoins locaux pour la construction.

## Politique et administration

### Intercommunalité
Clairy-Saulchoix est membre depuis janvier 2007 de la communauté d'agglomération Amiens Métropole, un établissement public de coopération intercommunale (EPCI) à fiscalité propre créé en 2000 et auquel la commune a transféré un certain nombre de ses compétences, dans les conditions déterminées par le code général des collectivités territoriales.

### Liste des maires
| Période                                  | Période                      | Identité       | Étiquette | Qualité     |
| ---------------------------------------- | ---------------------------- | -------------- | --------- | ----------- |
| Les données manquantes sont à compléter. |                              |                |           |             |
| mars 2001                                | mai 2020                     | Denis Mille,   |           |             |
| mai 2020                                 | En cours (au 8 octobre 2020) | Benoît Dumeige |           | Agriculteur |

## Population et société

### Démographie
L'évolution du nombre d'habitants est connue à travers les recensements de la population effectués dans la commune depuis 1793. Pour les communes de moins de 10 000 habitants, une enquête de recensement portant sur toute la population est réalisée tous les cinq ans, les populations de référence des années intermédiaires étant quant à elles estimées par interpolation ou extrapolation. Pour la commune, le premier recensement exhaustif entrant dans le cadre du nouveau dispositif a été réalisé en 2004.

En 2022, la commune comptait 382 habitants, en évolution de +4,37 % par rapport à 2016 (Somme : −1,26 %, France hors Mayotte : +2,11 %).
| 1793 | 1800 | 1806 | 1821 | 1831 | 1836 | 1841 | 1846 | 1851 |
| ---- | ---- | ---- | ---- | ---- | ---- | ---- | ---- | ---- |
| 515  | 521  | 537  | 498  | 527  | 555  | 573  | 561  | 558  |

| 1856 | 1861 | 1866 | 1872 | 1876 | 1881 | 1886 | 1891 | 1896 |
| ---- | ---- | ---- | ---- | ---- | ---- | ---- | ---- | ---- |
| 562  | 548  | 497  | 449  | 418  | 419  | 388  | 345  | 353  |

| 1901 | 1906 | 1911 | 1921 | 1926 | 1931 | 1936 | 1946 | 1954 |
| ---- | ---- | ---- | ---- | ---- | ---- | ---- | ---- | ---- |
| 334  | 331  | 294  | 276  | 253  | 253  | 266  | 245  | 278  |

| 1962 | 1968 | 1975 | 1982 | 1990 | 1999 | 2004 | 2006 | 2009 |
| ---- | ---- | ---- | ---- | ---- | ---- | ---- | ---- | ---- |
| 274  | 292  | 313  | 364  | 361  | 390  | 359  | 352  | 388  |

| 2014 | 2019 | 2022 | - | - | - | - | - | - |
| ---- | ---- | ---- | - | - | - | - | - | - |
| 374  | 378  | 382  | - | - | - | - | - | - |

### Enseignement
L'école de Clairy-Saulchoix est fermée depuis septembre 2011, sur décision de l'Inspection académique, à la suite d'une suppression de poste d'enseignant.
Les enfants de Clairy scolarisables en maternelle et primaire sont accueillis dans le cadre d'un Regroupement pédagogique intercommunal  avec les communes de Bovelles, Briquemesnil, Ferrières, Guignemicourt, Pissy et Seux.
Ce regroupement, le SMSOA, Syndicat Mixte Scolaire de l'Ouest Amiénois, dispose d'une cantine située à Pissy.
Des garderies sont organisées à Ferrières et à Guignemicourt.

### Autres équipements

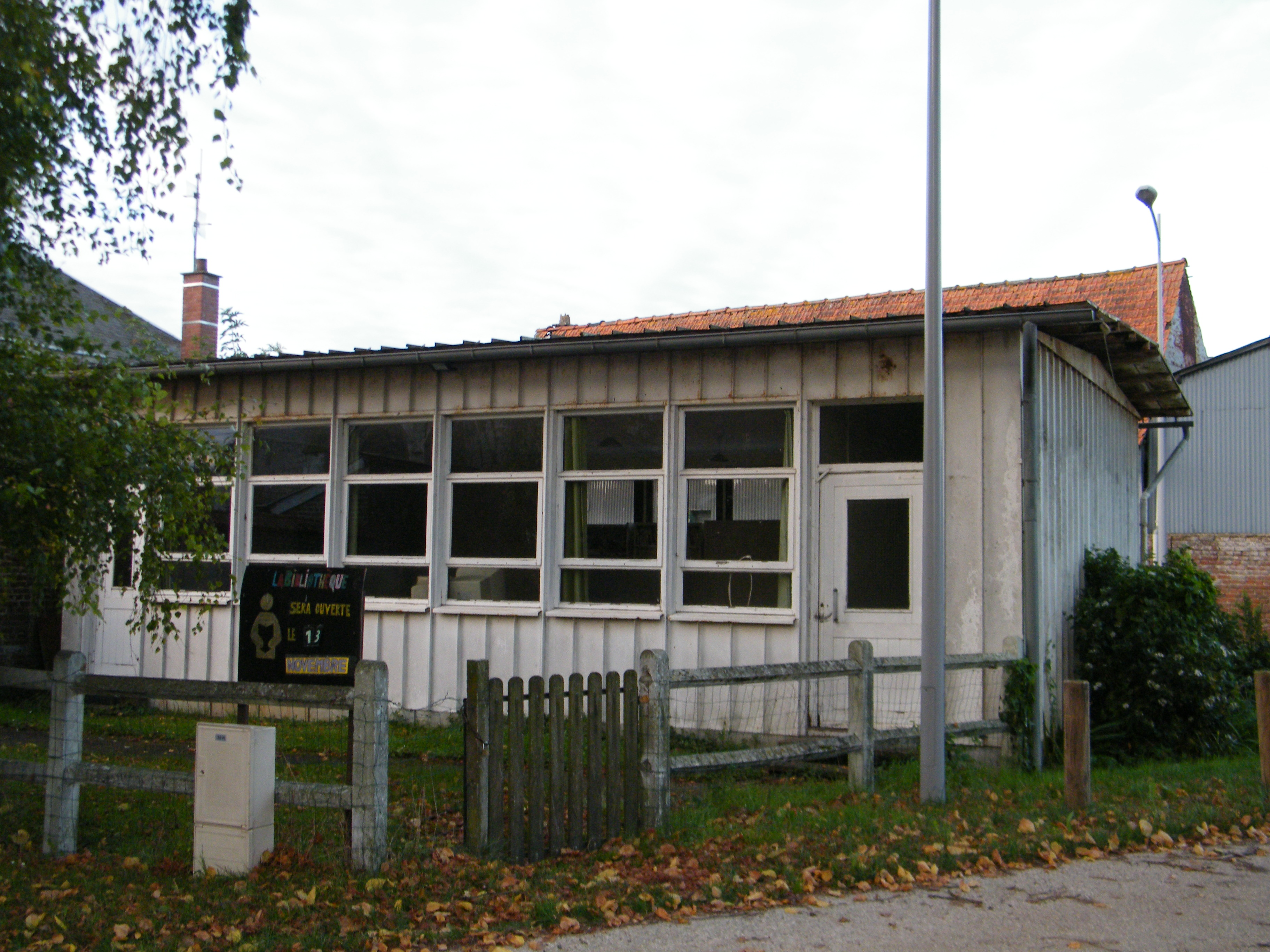
La salle communale, bibliothèque.

### Cultes
Pour le culte catholique, par décision de l'évêque d'Amiens, depuis le 1er janvier 2003, Clairy-Saulchoix dépend de la paroisse St-Simon du Molliénois.

## Économie
Le village a conservé un caractère rural marqué, avec, en 2007, ses neuf exploitations agricoles orientées vers la polyculture et l'élevage.

## Culture locale et patrimoine

### Lieux et monuments
- L'église Saint-Nicolas date du XVe siècle, bâtie en pierres, réparée avec des briques. Elle possède une tour carrée plus récente surmontée d'une flèche octogonale volontairement inclinée pour résister aux vents dominants (Clairy, point élevé de la Somme, servait aux Allemands de poste d'observation pendant la Seconde Guerre mondiale).
Elle fait l'objet au cours des siècles de plusieurs travaux de remaniements et de restaurations, en particulier à la fin du XIXe siècle avec le pavage du chœur et de la nef, le plancher sous les bancs, l'installation des vitraux aux quatre fenêtres du chœur. 
L'église possède de très belles statues, notamment celles de saint Vast en bois polychrome, classée monument historique[35] et de saint Nicolas, en pierre du XVIe siècle[36] ainsi qu'une corniche en bois avec blochets représentant des têtes humaines et des fleurons.

- Le château du Saulchoix, construit probablement sur les ruines d'un édifice plus ancien pour François de Louvencourt en 1679. Son architecture en brique et pierre rappelle le style Louis XIII  malgré sa construction sous le règle de Louis XIV. Il a été remanié aux XVIIIe et XIXe siècles, avec son parc et appartient depuis 1821 à la famille de Gillès et alliés. À l'ouest, une chapelle. À l'est, côté jardin une orangerie brique et pierre. Dans le prolongement du corps de logis, deux petits pavillons ont été reconstruits en brique. 
La propriété de 18 hectares compte aussi des bâtiments de ferme, utilisés jusqu'au début du XXe siècle.
Les bâtiments de la propriété sont inscrits aux Monuments historiques depuis un arrêté du 18 mars 2009 ; le parc du château, propriété privée, peut être visité l'été[37],[38],[39].
- Chapelle funéraire du château de 1679, dans laquelle reposent cinq membres de la famille de Gillès[37].
- Le calvaire Saint-Vast (du nom de l'ancien cimetière supprimé en 1785 où étaient enterrés les défunts des paroisses de Guimicourt, Pissy, Revelles et Clairy-Creuse), est édifié en 1864 à partir d'un menhir découvert en 1842 au Saulchoix par M. A. de Gillès. « Cette pierre levée fut dressée sur l'emplacement d'un vieux cimetière et surmontée d'une croix en fer. Au pied, sur une plaque de bronze, a été gravée une inscription rappelant que ce calvaire a été érigé, le 9 octobre 1864, pour conserver le souvenir du cimetière de Saint-Vast, désaffecté en 1785. 
Ce lech, taillé en losange, a 2 m 10 de haut, non compris les 0m 80 qui sont dans le sol. Il est large à sa base de 1 mètre et vers le milieu de lm30; son épaisseur est de 0m50 environ[22] ».

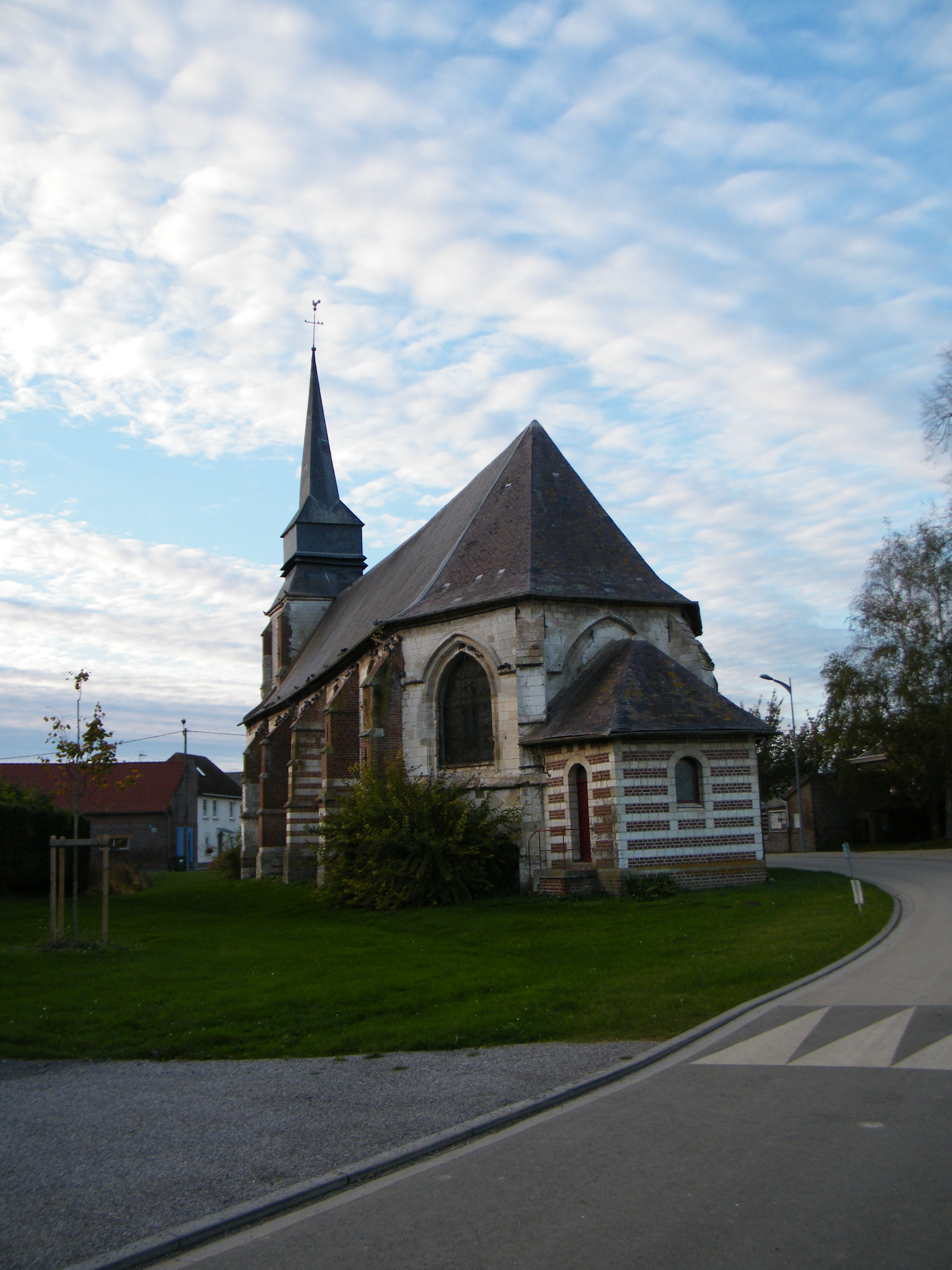
Saint-Nicolas.
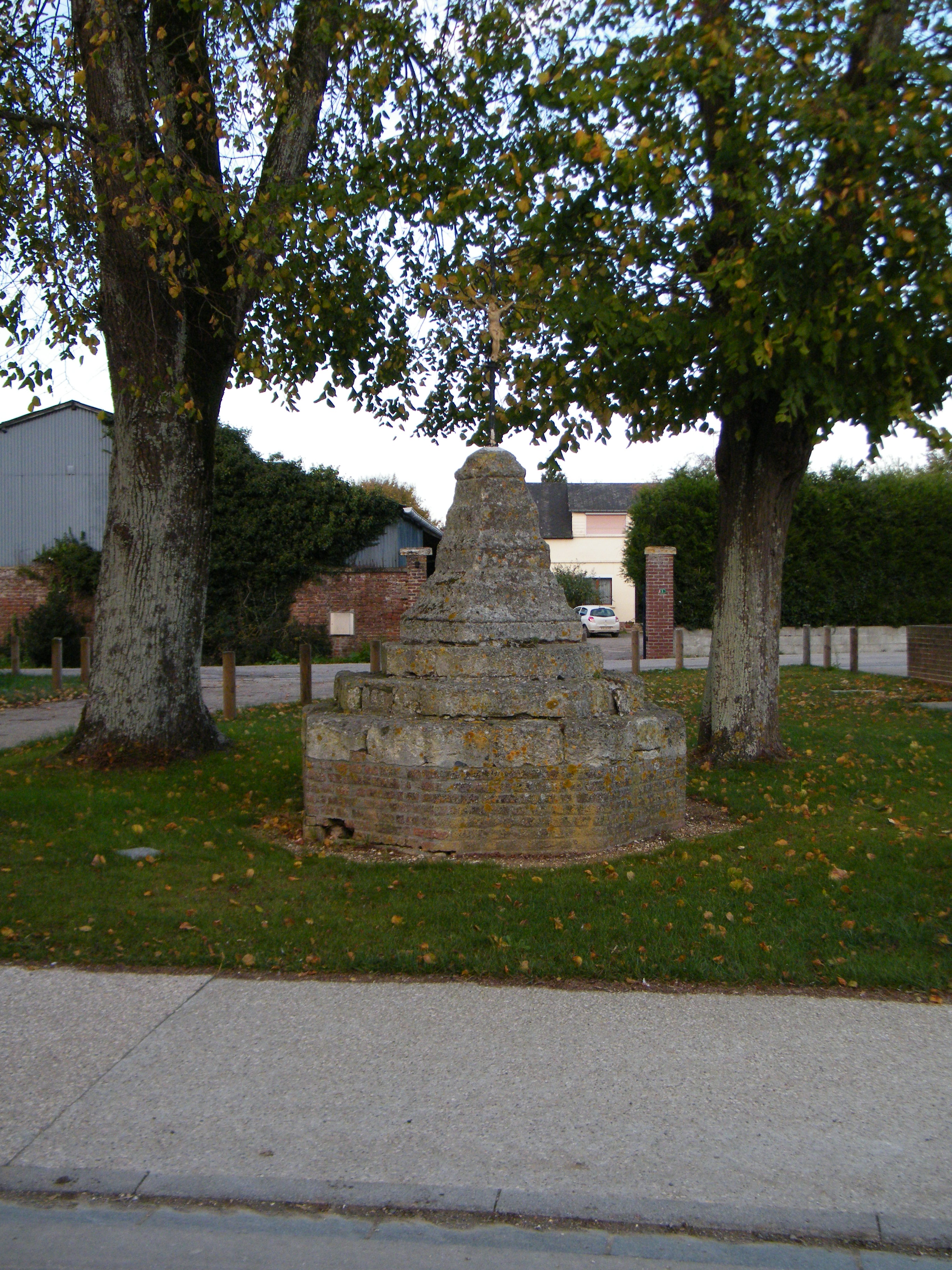
Calvaire.
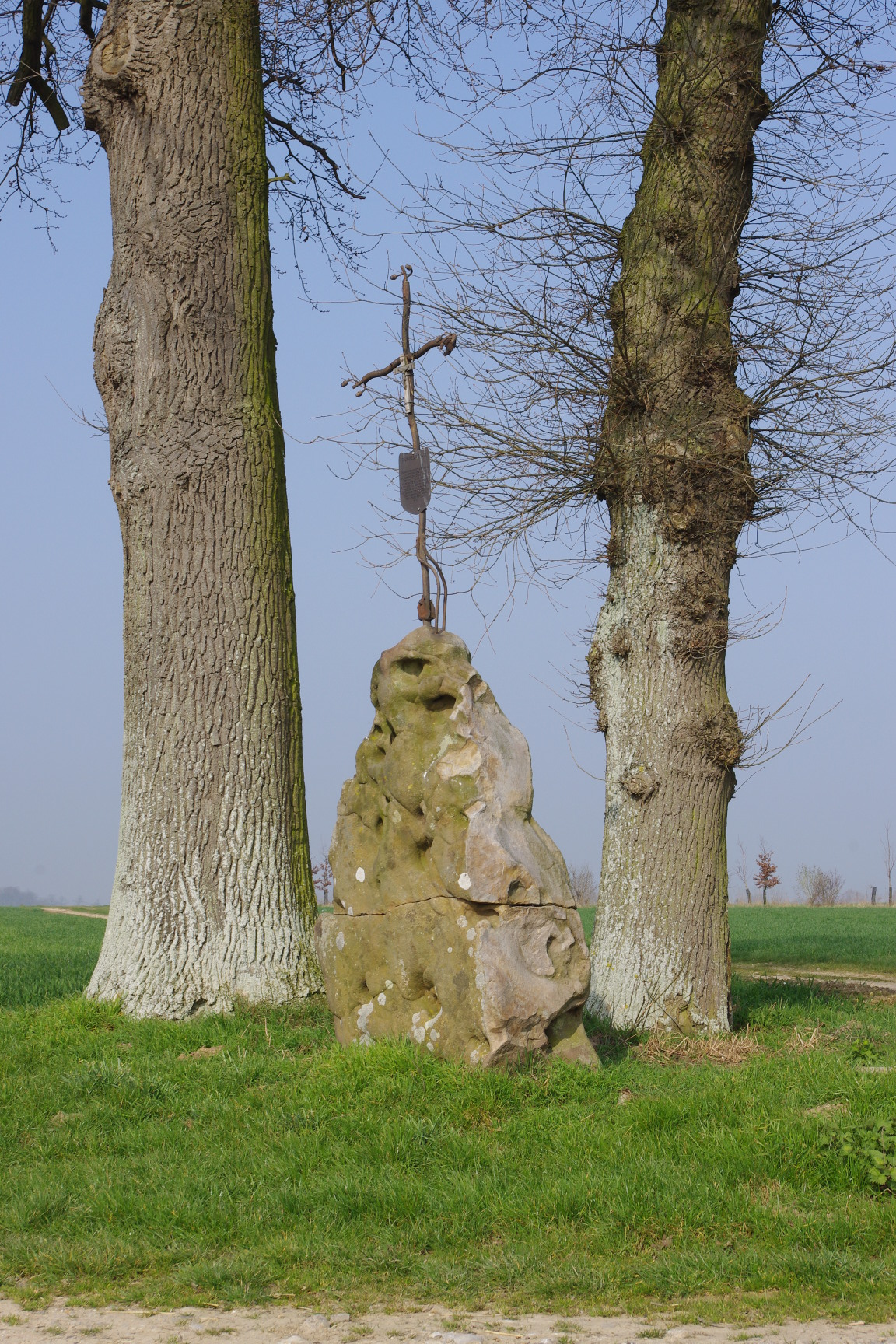
Clairy-Saulchoix, menhir du Calvaire.

### Personnalités liées à la commune
- En 1415, Jean IV d'Aumont et de Clairy est tué à Azincourt[5].